# Savijärvi (sjö i Finland, Norra Savolax)
Savijärvi är en sjö i Finland. Den ligger i kommunen Pielavesi i landskapet Norra Savolax, i den centrala delen av landet, 400 km norr om huvudstaden Helsingfors. Savijärvi ligger 102,4 meter över havet. Den är 10,7 meter djup. Arean är 1,09 kvadratkilometer och strandlinjen är 9,14 kilometer lång. Sjön  ingår i Kymmene älvs huvudavrinningsområde.   I omgivningarna runt Savijärvi växer i huvudsak blandskog.